# Парадайз (Техас)
Парадайз (англ. Paradise) — місто (англ. city) в США, в окрузі Вайз штату Техас. Населення — 475 осіб (2020).

## Географія
Парадайз розташований за координатами 33°9′1″ пн. ш. 97°41′19″ зх. д. / 33.15028° пн. ш. 97.68861° зх. д. (33.150340, -97.688728).  За даними Бюро перепису населення США в 2010 році місто мало площу 5,20 км², уся площа — суходіл.

## Демографія
Згідно з переписом 2010 року, у місті мешкала 441 особа в 175 домогосподарствах у складі 125 родин. Густота населення становила 85 осіб/км².  Було 200 помешкань (38/км²).
Расовий склад населення:
| - 97,5 % — білих - 0,2 % — корінних американців - 0,2 % — чорних або афроамериканців |

До двох чи більше рас належало 1,1 %. Частка іспаномовних становила 12,5 % від усіх жителів.
За віковим діапазоном населення розподілялося таким чином: 25,2 % — особи молодші 18 років, 58,5 % — особи у віці 18—64 років, 16,3 % — особи у віці 65 років та старші. Медіана віку мешканця становила 37,8 року. На 100 осіб жіночої статі у місті припадало 117,2 чоловіків;  на 100 жінок у віці від 18 років та старших — 111,5 чоловіків також старших 18 років.
Середній дохід на одне домашнє господарство  становив 56 053 долари США (медіана — 48 611), а середній дохід на одну сім'ю — 70 366 доларів (медіана — 61 719). Медіана доходів становила 51 250 доларів для чоловіків та 29 583 долари для жінок. За межею бідності перебувало 5,1 % осіб, у тому числі 7,1 % дітей у віці до 18 років та 8,6 % осіб у віці 65 років та старших.
Цивільне працевлаштоване населення становило 209 осіб. Основні галузі зайнятості: освіта, охорона здоров'я та соціальна допомога — 32,5 %, фінанси, страхування та нерухомість — 9,1 %, роздрібна торгівля — 8,1 %, мистецтво, розваги та відпочинок — 8,1 %.